# Júnior Marreca
Antônio da Cruz Filgueira Júnior, conocido en círculos políticos como Júnior Marreca (Salgueiro, 2 de marzo de 1970) es un abogado y político brasileño, afiliado al Partido Renovación Democrática (PRD). Fue alcalde de Itapecuru Mirim entre 2005 y 2013[1].

## Carrera política
Comenzó su carrera política al ser elegido alcalde de Itapecuru Mirim en 2004 por el PL, y fue reelegido en 2008 por el PR.
En las elecciones de 2012, intentó elegir a Miguel Lauand como su sucesor en la localidad de Itapecuru Mirim. Sin embargo, el candidato del DEM obtuvo 9.327 votos, mientras que Magno Amorim (PPS) consiguió 9.741 votos, la primera derrota del grupo político de Júnior Marreca.
Fue elegido diputado federal por el PEN en 2014 con un total de 50.962 votos.
El 17 de abril de 2016 votó en contra del Proceso  de Destitución de Dilma Roussef. 
El 13 de septiembre de 2016, Marreca favoreció al diputado Eduardo Cunha al abstenerse de votar en la sesión que revocó el mandato del diputado del PMDB .
En abril de 2017, votó a favor de la Reforma Trabalhista. En agosto de 2017, votó en contra de la demanda que solicitaba la apertura de una investigación al entonces presidente Michel Temer, contribuyendo a desestimar la denuncia del Ministerio Público Federal.
Nombrado Secretario de Industria y Comercio (SEINC) de Maranhão en marzo de 2023. 
Es padre del diputado federal Júnior Marreca Filho y del alcalde de Itapecuru-Mirim, Fillipe Marreca. Es primo del exdiputado estatal y alcalde de Santa Luzia, Juscelino Marreca . 